# Robótica rehabilitadora
La robótica de rehabilitación o robótica rehabilitadora es un campo de investigación dedicado a comprender y aumentar la rehabilitación a través de la aplicación de dispositivos robóticos. La robótica de rehabilitación incluye el desarrollo de dispositivos robóticos diseñados para ayudar a las diferentes funciones sensoriomotoras (por ejemplo, los brazos, las manos, las piernas), el desarrollo de los diferentes esquemas de asistencia a la formación terapéutica y la evaluación del desempeño sensoriomotor (capacidad de moverse) del paciente; aquí, los robots se utilizan principalmente como ayuda a la terapia en lugar de los dispositivos de ayuda. La rehabilitación utilizando la robótica es generalmente bien tolerada por los pacientes y ha demostrado encontrado ser un complemento eficaz a la terapia en personas que sufren de deficiencias motoras, especialmente debido a accidente cerebrovascular (ictus).